# Бакурцихе
Бакурцихе (груз. ბაკურციხე) — село в Грузии. Находится в Гурджаанском муниципалитете края Кахетия. Высота над уровнем моря составляет 440 метров. Население — 2574 человек (2014). Родина академика Соломона Чолокашвили.